# William B. Davis
William Bruce Davis (Toronto, Ontario, 13 de enero de 1938) es un actor canadiense, conocido por su papel como «El fumador» en la serie de televisión The X-Files.

## Carrera
Davis es un exprofesor de interpretación en la Universidad de Bishop, fundador del Centro William Davis de Actuación para Jóvenes Estudiantes en Vancouver, Columbia Británica.
También es un excampeón nacional de esquí acuático. A pesar de ser conocido por su personaje fumador, Davis en realidad dejó de fumar en los años 1970 y en la serie que lo hizo famoso fumaba cigarros de hierbas.
Casado con Emmanuelle Davis, han tenido dos hijas, Melinda y Rebecca.

## Filmografía

### Películas
| Año  | Título                                     | Personaje                       | Notas                 |
| ---- | ------------------------------------------ | ------------------------------- | --------------------- |
| 1983 | The Dead Zone                              | Conductor de ambulancia         |                       |
| 1985 | The Cuckoo Bird                            | Ted                             | Telefilm              |
| 1985 | Head Office                                | Decano de la universidad        |                       |
| 1987 | Deadly Deception                           | Abogado                         | Telefilm              |
| 1987 | Sworn to Silence                           | Peter Massio                    | Telefilm              |
| 1987 | The Little Match Girl                      | Dr. Sam Easton                  | Telefilm              |
| 1989 | Beyond the Stars                           | Hal Simon                       |                       |
| 1989 | Matinee                                    | Heath Harris                    | Telefilm              |
| 1989 | Look Who's Talking                         | Drug Doctor                     |                       |
| 1990 | Anything to Survive                        | Dr. Reynolds                    | Telefilm              |
| 1990 | It                                         | Mr. Gedreau                     | Miniserie             |
| 1991 | Omen IV: The Awakening                     | Abogado (no acreditado)         |                       |
| 1991 | The Hitman                                 | Dr. Atkins                      |                       |
| 1992 | Diagnosis Murder                           | Marvin Parkins                  | Telefilm              |
| 1994 | Heart of a Child                           | Vern                            | Telefilm              |
| 1994 | Beyond Suspicion                           | Capt. Dick Roth                 | Telefilm              |
| 1994 | Don't Talk to Strangers                    | Huddleston                      | Telefilm              |
| 1995 | Dangerous Intentions                       | Group Leader                    |                       |
| 1995 | Not Our Son                                | Jefe de policía (no acreditado) | Telefilm              |
| 1995 | Circumstances Unknown                      | Gene Reuschel                   | Telefilm              |
| 1995 | Courting Justice                           | Dr. Alexander                   | Telefilm              |
| 1996 | Unforgettable                              | Dr. Smoot                       |                       |
| 1996 | The Limbic Region                          | Profesor                        | Telefilm              |
| 1998 | The X-Files                                | El fumador                      |                       |
| 1998 | The Last Tzaddik                           | Mr. Drazien                     | Cortometraje          |
| 1998 | Voyage of Terror: The Achille Lauro Affair | Dr. Norman Ellisy               | Telefilm              |
| 1999 | Murder Most Likely                         | Detective Inspector             | Telefilm              |
| 2000 | Perpetrators of the Crime                  | Henderson                       |                       |
| 2000 | Killing Moon                               | Ed                              | Telefilm              |
| 2000 | Becoming Dick                              | Dr. Hardwin                     | Telefilm              |
| 2001 | La proposición                             | Agente Frank Gruning            |                       |
| 2001 | Out of Line                                | Russell                         |                       |
| 2001 | Mindstorm                                  | Parish                          |                       |
| 2001 | Jay and Silent Bob Strike Back             | El fumador                      | No acreditado         |
| 2001 | Andhrax                                    | Tye Crow                        |                       |
| 2002 | Polished                                   | Phillip                         | Cortometraje          |
| 2002 | Aftermath                                  | Deputy Director Edwards         |                       |
| 2002 | Damaged Care                               | Dr. Sam Verbush                 | Telefilm              |
| 2002 | Body & Soul                                | Dr. Edward A. Esseff            |                       |
| 2002 | Saint Sinner                               | Padre Michael                   | Telefilm              |
| 2002 | 100 Days in the Jungle                     |                                 | Telefilm              |
| 2003 | Broken Saints                              | Benjamin Palmer                 |                       |
| 2003 | Arbor Vitae                                | Old Soul                        | Cortometraje          |
| 2003 | Word of Honor                              | Lewis Kaplan                    | Telefilm              |
| 2004 | Snakehead Terror                           | Doc Jenkins                     |                       |
| 2004 | The Cradle Will Fall                       | Fiscal de distrito Alex Myerson | Telefilm              |
| 2004 | Lyon King                                  | Ministro de Economía            | Cortometraje          |
| 2004 | Packing Up                                 | Jenkins                         | Cortometraje          |
| 2005 | The Cost of Living                         | Mark Mortinson                  | Cortometraje          |
| 2005 | The Last Round                             | Mitchell                        |                       |
| 2005 | Max Rules                                  | Rick Brinkley                   |                       |
| 2005 | Dark Pines                                 | Shannon Fraser                  | Telefilm              |
| 2006 | The Janitors                               | Harvey                          | Cortometraje          |
| 2006 | Dark Storm                                 | General Killion                 | Telefilm              |
| 2006 | Her Fatal Flaw                             | Richard O'Brien                 | Telefilm              |
| 2006 | Sisters                                    | Dr. Bryant                      |                       |
| 2006 | The Secret of Hidden Lane                  | Juez Landers                    | Telefilm              |
| 2007 | The Messengers                             | Colby Price                     |                       |
| 2007 | Judicial Indiscretion                      | Senador Garland Wolf            | Telefilm              |
| 2007 | Numb                                       | Peter Milbank                   |                       |
| 2008 | The Femme Fatale                           | Sam                             | Cortometraje en vídeo |
| 2008 | A Pickle                                   | Mack                            | Cortometraje          |
| 2008 | Passengers                                 | Jack                            |                       |
| 2008 | Reverse                                    | Chris                           | Cortometraje          |
| 2009 | Possession                                 | Dr. Creane                      |                       |
| 2009 | Something Evil Comes                       | Mr. Dutton                      | Telefilm              |
| 2009 | The Shortcut                               | Benjamin Hartley                |                       |
| 2009 | The Thaw                                   | Ted                             |                       |
| 2009 | Damage                                     | Veltz                           |                       |
| 2009 | Web of Desire                              | Dr. Charles Friedman            | Telefilm              |
| 2010 | Blob                                       | The Boss                        | Cortometraje          |
| 2010 | Medium Raw: Night of the Wolf              | Dr. Robert Parker               | Telefilm              |
| 2010 | Flowers for Norma                          | Caballero entrado en años #2    | Cortometraje          |
| 2010 | Amazon Falls                               | Calvin                          |                       |
| 2011 | Goose on the Loose                         | Alphonse David                  |                       |
| 2011 | Behemoth                                   | William Walsh                   | Telefilm              |
| 2011 | Rise of the Damned                         | Doctor                          |                       |
| 2012 | The Tall Man                               | Sheriff Chestnut                |                       |
| 2012 | The Package                                | Dr. Willhelm                    |                       |
| 2013 | Stoned                                     | Ben                             | Telefilm              |
| 2013 | Singularity Principle                      | Lawrence Cason                  |                       |
| 2014 | Focus                                      | Mr. Grant                       |                       |
| 2016 | Residue                                    | Lamont                          |                       |
| 2016 | Abduct                                     | Zane                            |                       |
| 2016 | 2BR02B: To Be or Naught to Be              | Abuelo                          | Cortometraje          |
| 2017 | Death Note                                 | Radio Host                      |                       |
| 2018 | Game Over, Man!                            | Ray Security                    |                       |
| 2018 | Bad Times at the El Royale                 | Judge Gordon Hoffman            |                       |
| 2023 | It's a Wonderful Knife                     | Roger Evans                     |                       |

### Televisión
| Año                   | Título                                       | Personaje                  | Nota                                        |
| --------------------- | -------------------------------------------- | -------------------------- | ------------------------------------------- |
| 1984                  | SCTV Channel                                 | Hombre al teléfono         | Episodio: "Half Wits Save the World Parade" |
| 1986                  | The Beachcombers                             | Dave Douglas               | Episodio: "Trial Balloon"                   |
| 1987                  | Danger Bay                                   | Norris                     | Episodio: "High Five"                       |
| 1987                  | Airwolf                                      | "Company" official         | 4 episodes                                  |
| 1987                  | 21 Jump Street                               | Mr. Wiedlin                | Episodio: "Mean Streets and Pastel Houses"  |
| 1988                  | Captain Power and the Soldiers of the Future | Arvin                      | Episodio: "Judgement"                       |
| 1988                  | Danger Bay                                   | Jack Kane                  | Episodio: "Racing Against Time"             |
| 1988                  | 21 Jump Street                               | Mr. Wickenton              | Episodio: "Champagne High"                  |
| 1988                  | Wiseguy                                      | Curant                     | Episodio: "The Merchant of Death"           |
| 1989                  | Wiseguy                                      | Inspector #2               | Episodio: "People Do It All the Time"       |
| 1991                  | 21 Jump Street                               | Juez Harrison              | Episodio: "Crossfire"                       |
| 1991                  | MacGyver                                     | Juez                       | Episodio: "Trail of Tears"                  |
| 1991                  | The Commish                                  | Don Chesley                | 2 episodios                                 |
| 1992                  | Street Justice                               | Badgely                    | Episodio: "Homecoming"                      |
| 1992                  | Nightmare Cafe                               | Doctor                     | Episodio: "Sanctuary for a Child"           |
| 1993                  | North of 60                                  | Inspector Nelson           | Episodio: "Out of the Blue"                 |
| 1993–2002, 2016, 2018 | The X-Files                                  | El fumador                 | 40 episodios                                |
| 1995                  | Sliders                                      | Prof. Myman                | Episodio: "Eggheads"                        |
| 1995                  | The Outer Limits                             | Ed                         | Episodio: "The Conversion"                  |
| 1996                  | Poltergeist: The Legacy                      | Dr. Bill Nigel             | Episodio: "Do Not Go Gently"                |
| 1996                  | The Outer Limits                             | John Wymer                 | Episodio: "Out of Body"                     |
| 1999                  | Mentors                                      | Sir Arthur Conan Doyle     | Episodio: "The Truth Is in Here"            |
| 2000                  | The Fearing Mind                             | Michell Cofax              | Episodio: "Gentlemen Caller"                |
| 2001                  | First Wave                                   | Sagon                      | Episode: "Checkmate"                        |
| 2001                  | The Outer Limits                             | Dr. Biemler                | Episodio: "Worlds Within"                   |
| 2001                  | Mythquest                                    | Head Priest                | Episodio: "The Oracle"                      |
| 2001                  | Andromeda                                    | Profesor Logitch           | Episodio: "Pitiless as the Sun"             |
| 2003                  | Smallville                                   | Mayor William 'Billy' Tate | 2 episodios                                 |
| 2004                  | Kingdom Hospital                             | Dean Swinton               | Episodio: "The Young and the Headless"      |
| 2004                  | Murdoch Mysteries                            | Alderman Godfrey Shepcote  | Episodio: "Expect the Dying"                |
| 2005                  | Tilt                                         | Father Mike                | Episodio: "Nobody Ever Listens"             |
| 2005                  | Robson Arms                                  | Dr. Carlisle Wainwright    | 10 episodios                                |
| 2005–2006             | Stargate SG-1                                | Ori Prior Damaris          | 2 episodios                                 |
| 2006                  | Supernatural                                 | College Professor          | Episodio: "Scarecrow"                       |
| 2006                  | Canadian Comedy Shorts                       | Ministro de Economía       | Episodio: "Episode #10.9"                   |
| 2007                  | Masters of Science Fiction                   | El presidente              | Episodio: "The Awakening"                   |
| 2008                  | Fear Itself                                  | Padre Chris                | Episodio: "In Sickness and in Health"       |
| 2009                  | Caprica                                      | Minister Chambers          | Episodio: "Pilot"                           |
| 2010                  | Human Target                                 | Whitey Doyle               | Episodio: "Run"                             |
| 2012–2014             | Continuum                                    | Older Alec Sadler          | 8 episodios                                 |
| 2013-14               | R.L. Stine's The Haunting Hour               | Plumberg                   | Episodio: "Bad Egg"                         |
| 2013-14               | Signed, Sealed, Delivered                    |                            | Episodio: "Truth Be Told"                   |
| 2015                  | Signed, Sealed, Delivered                    |                            | Episodio: "The Impossible Dream"            |
| 2019                  | Chilling Adventures of Sabrina               | Methuselah                 | 2 episodios                                 |
| 2020                  | Upload                                       | David Choak                | 10 episodios                                |
| 2022                  | El club de la medianoche                     | Mirror Man                 |                                             |